# Bosques lluviosos del oeste de Ecuador
Los bosques lluviosos del oeste de Ecuador (NT0178) son una ecorregión situada en las llanuras y estribaciones occidentales de los Andes del sur de Colombia y Ecuador. En un tiempo, esta región contenía densos bosques con una flora y fauna muy diversa, y muchas especies endémicas. La mayor parte del hábitat original ha sido destruido y la ecorregión es una de las más amenazadas del mundo.

## Geografía

### Ubicación
La ecorregión de los bosques húmedos del oeste de Ecuador abarca las tierras situadas al oeste de los Andes en Ecuador y el sur de Colombia. En el noroeste y el extremo suroeste la ecorregión se extiende hasta el Océano Pacífico. La ecorregión está limitada al norte por el río Patía. Se extiende por las provincias de Esmeraldas, Manabí y Guayas, alcanzando el Golfo de Guayaquil en el sur, y las estribaciones de los Andes en el este. Su anchura varía entre 100 y 200 kilómetros. Tiene una superficie de 34.108 kilómetros cuadrados.
En el extremo norte, la ecorregión transita hacia la ecorregión de los bosques húmedos del Chocó-Darién. Hacia el este transita hacia los bosques montanos del noroeste de los Andes. A lo largo de la costa del Pacífico en algunas zonas hay secciones de manglares del Pacífico sudamericano, y en otras hay secciones de bosques secos ecuatorianos. En el sur, la ecorregión se funde con los pastizales inundados de Guayaquil.

### Relieve
La ecorregión abarca la llanura costera y se adentra en las estribaciones de los Andes, al este, hasta una altura de unos 800 metros. La región ha tenido una fuerte actividad volcánica, con rocas volcánicas que se encuentran en toda la región, alternando con sedimentos marinos de la era terciaria (hace 65 millones a 2,6 millones de años). Los suelos son fértiles, sobre todo en la zona centro-norte, que cubre de ceniza volcánica y lapilli.

### Clima
La ecorregión recibe una elevada pluviosidad sin una estación seca significativa. El promedio anual de precipitaciones es más alto en el norte, con más de 7.000 milímetros y en algunas zonas más de 8.000 milímetros. En el sur, la precipitación media anual es de 2.000 milímetros, y en todas las zonas supera los 1.000 milímetros. Las temperaturas medias anuales oscilan entre 23 y 27 °C, con pocos cambios a lo largo del año.
En una ubicación de muestra en las coordenadas 0,25°S 79,75°O la clasificación climática de Köppen es Am (ecuatorial; monzónico). Las temperaturas medias oscilan entre los 23,8 °C en julio y los 25,6 °C en abril. La precipitación total anual es de unos 2.100 milímetros. Las precipitaciones mensuales oscilan entre los 33 milímetros de agosto y los 376,6 milímetros de febrero.

## Ecología
La ecorregión se encuentra en el ámbito neotropical, en el bioma de los bosques húmedos latifoliados tropicales y subtropicales. Los bosques tienen muchas especies endémicas de plantas y animales que sólo se encuentran localmente en las crestas de las montañas o en estrechas franjas de tierra.

### Flora
La fragmentación natural de los bosques húmedos occidentales ha dado lugar a una rápida evolución de nuevas especies endémicas. Se han registrado unas 10.000 especies de plantas, de las cuales unas 2.500 son endémicas. El bosque tiene un denso dosel que supera los 30 metros de altura, y cuenta con muchas lianas y epífitas, incluyendo muchas especies endémicas. En los troncos inferiores de los árboles abundan las epífitas de las familias Araceae y Cyclanthaceae. También hay musgos, líquenes, helechos y palmeras en el denso sotobosque. Se han encontrado 1.250 especies de plantas de 136 familias en una sola zona de 100 hectáreas. Según un informe de 1990, se han identificado recientemente 122 nuevas especies de orquídeas. 43 de las especies son endémicas.
Las especies emergentes, que pueden superar los 60 metros de altura, incluyen la higuera estranguladora (Ficus dugandii). Entre los grandes árboles dominantes de la copa se encuentran Brosimum utile, Carapa guianensis, Guarea kunthiana y Virola dixonii. Otros árboles son Clarisia racemosa, Matisia coloradorum, Pourouma chocoana, especies de Pouteria, Pseudolmedia eggersii y Symphonia globulifera. El árbol endémico Humiriastrum procerum crece al norte del río Guayllabamba, y a menudo es talado para su uso en la construcción. Las especies comunes del sotobosque son las palmeras Iriartea deltoidea y Wettinia quinaria. Especies raras como Dicliptera dodsonii se encuentran en el centro científico Río Palenque en Esmeraldas. Hay registros de flora rara o extinta como Carapa megistocarpa y Erythrochiton carinatus.

### Fauna
Según un informe de 1990, se han identificado recientemente 5 nuevas especies de mamíferos. El jaguar (Panthera onca) está en peligro de extinción. Otros mamíferos en peligro son el tapir de Baird (Tapirus bairdii), el murciélago cara de perro ecuatorial (Molossops aequatorianus) y el mono araña de Geoffroy (Ateles geoffroyi). Entre los reptiles en peligro de extinción se encuentran la salamanquesa de Boulenger (Sphaerodactylus scapularis), la tortuga verde (Chelonia mydas) y la tortuga de carey (Eretmochelys imbricata). El cocodrilo americano (Crocodylus acutus) también está amenazado.
En un estudio realizado en 1993 se identificaron 650 especies de aves, muchas de las cuales están amenazadas. Entre las especies que se encuentran en las zonas más húmedas están la pava de Baudo (Penelope ortoni), el tinamú de Berlepsch (Crypturellus berlepschi), la tangara de pico azul (Tangara johannae), el carrilero marrón (Aramides wolfi), la ninfa de madera coronada (Thalurania colombica), el perico de El Oro (Pyrrhura orcesi), el tapaculo de El Oro (Scytalopus robbinsi), el pájaro de flor añil (Diglossa indigotica), el pájaro paraguas de cuello largo (Cephalopterus penduliger) y el dacnis de pecho escarlata (Dacnis berlepschi). Las especies que se encuentran en zonas menos húmedas son el gavilán dorsiblanco (Pseudastur occidentalis), el atila ocre (Attila torridus) y la chachalaca de cabeza rufo (Ortalis erythroptera). El zafiro de Humboldt (Hylocharis humboldtii) sólo se encuentra en los manglares del norte. Entre las especies que casi han desaparecido debido a la caza y la fragmentación del hábitat se encuentran la pava real (Penelope purpurascens), el paujil (Crax rubra), el guacamayo verde (Ara ambiguus), el tinamú (Tinamus major) y el águila arpía (Harpia harpyja). Las aves en peligro de extinción son el cuco de tierra anillado (Neomorphus radiolosus), la pava de Baudo (Penelope ortoni), la estrella de madera de Esmeraldas (Chaetocercus berlepschi), el guacamayo verde (Ara ambiguus), gavilán de espalda gris (Pseudastur occidentalis), periquito de mejillas grises (Brotogeris pyrrhoptera), solitario rufo-marrón (Cichlopsis leucogenys) y becardo pizarroso (Pachyramphus spodiurus).
Entre los anfibios en peligro de extinción se encuentran el sapo de patas caídas del Río Pescado (Atelopus balios), el sapo de patas caídas elegante (Atelopus elegans), la rana venenosa fantasma (Epipedobates tricolor), la rana marsupial cornuda (Gastrotheca cornuta), la rana cohete de Pichincha (Hyloxalus toachi), Pristimantis colomai, rana ladrona de primavera (Pristimantis crenunguis), rana de lluvia del Alto Tambo (Pristimantis degener), rana ladrona de hotel (Pristimantis tenebrionis), sapo de manchas azules (Rhaebo caeruleostictus) y rana ladrona del Río Pitzara (Strabomantis helonotus).

## Estado de conservación
El Fondo Mundial para la Naturaleza (WWF) otorga a la región el estatus de "crítico/en peligro". La construcción de carreteras y la prospección de petróleo entre 1960 y 1980 provocaron la destrucción de la mayor parte de los bosques húmedos, que ahora son uno de los hábitats más amenazados del mundo. Las principales amenazas actuales provienen de las plantaciones de plátanos y la extracción de aceite de palma y caucho. La mayor parte de los bosques húmedos de la ecorregión se encuentran en la provincia de Esmeraldas, entre el cantón de San Lorenzo, al sur de los bosques del Chocó colombiano, y Quinindé. Sólo hay pequeños remanentes del bosque original en otras partes de la región, y éstos están degradados cerca de sus márgenes. Hay franjas estrechas de bosque bastante bien conservadas paralelas a las montañas en el norte, pero están siendo dañadas por los asentamientos y la tala indiscriminada. Existe cierta protección en la parque nacional Cotacachi-Cayapas, y las tierras altas de 400 a 900 metros están dentro del parque nacional Machalilla. La Estación Científica Río Palenque contribuía a la investigación y la protección.